# Louis Blériot

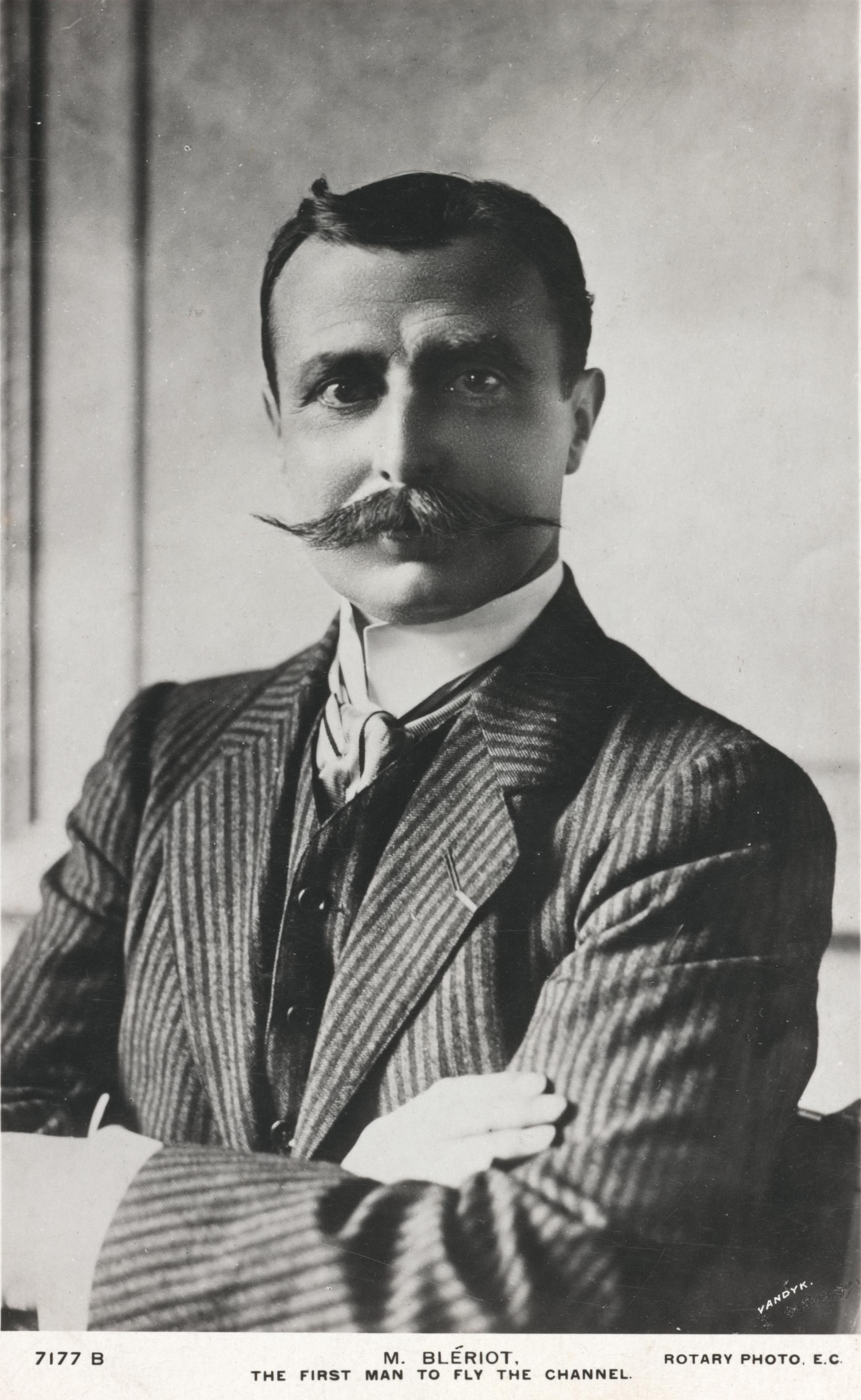
Louis Blériot

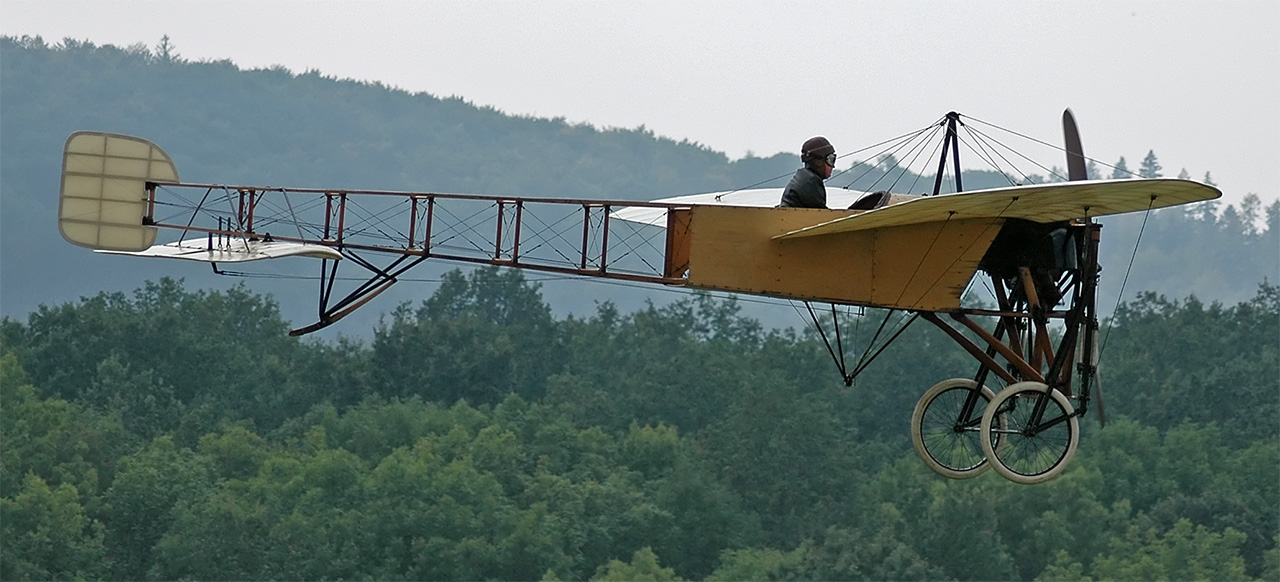
Bleriot XI

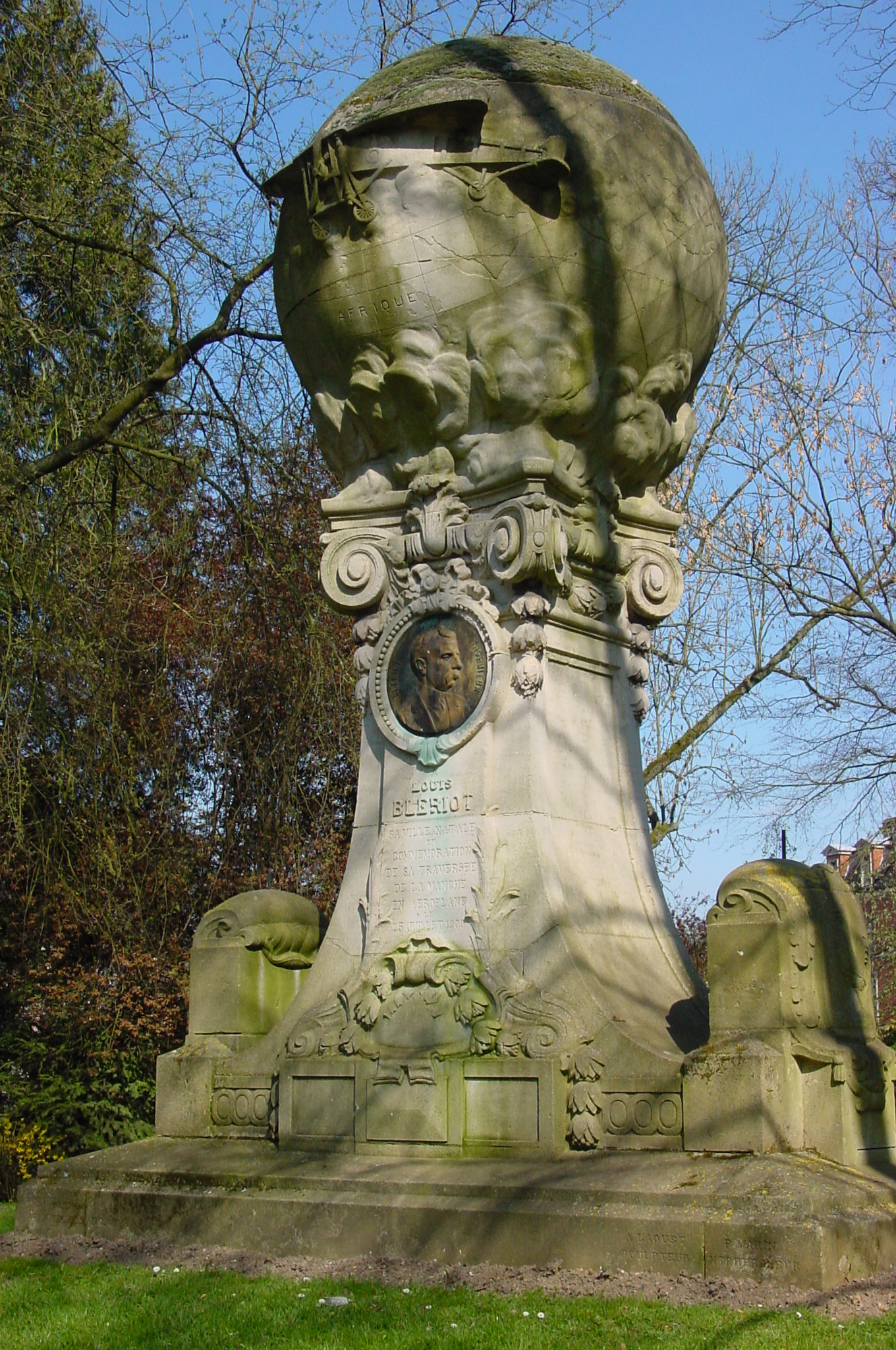
Monument voor Blériot te Cambrai, Frankrijk

Louis Charles Joseph Blériot (Cambrai, 1 juli 1872 – Parijs, 2 augustus 1936) was een Frans luchtvaartpionier.
Op 25 juli 1909 was hij de eerste die met een vliegtuig over het Kanaal vloog. Zijn vlucht van Calais naar Dover over een afstand van circa 45 kilometer duurde 37 minuten. De Londense Daily Mail had £1000 uitgeloofd voor diegene die als eerste over het Kanaal zou vliegen; daardoor aangespoord ontwierp Blériot zijn vierde eendekkertoestel, de Blériot XI, die 25 pk leverde met een driecilindermotor, de Anzani-W-3-motor.

## Levensloop
Blériot had al vroeg interesse in de luchtvaart en bouwde in 1900 een toestel waarvan de vleugels door een motor op en neer werden bewogen. Zoals alle andere pioniers faalde ook hij in zijn pogingen om hiermee te vliegen.
Toen lichtere motoren beschikbaar kwamen, was Blériot de eerste die een succesvolle eendekker bouwde: de Blériot V. Bij dit vliegtuig bevond de staart zich vóór de cockpit. Het vloog voor het eerst in 1907 maar stortte niet veel later neer en hij werkte niet verder aan dit ontwerp. Vanaf 1908 had hij daarvoor ook zijn eigen vliegtuigmerk opgezet, te weten Blériot Aéronautique.
Nadat hij een Europees record (de prijs Mahieu) had gevestigd waarbij hij 36 minuten en 55 seconden in de lucht was gebleven, had hij genoeg durf vergaard en klaarde de oversteek. De Fransen waren enthousiast, terwijl de Britten beseften dat ze vanaf dan hun splendid isolation kwijt waren en in de verdere toekomst kwetsbaar zouden zijn voor luchtaanvallen.

### Na de vlucht
Blériot bleef zich toeleggen op aeronautische ontwerpen en techniek. Hij werd voorzitter van de Société des Appareils Deperdussin in 1914, die later de naam Société pour Aviation et ses Dérives (SPAD) kreeg. Hij slaagde erin van deze firma een van de voornaamste Franse fabrikanten van gevechtsvliegtuigen te maken. Tijdens de Eerste Wereldoorlog bouwde SPAD meer dan 5600 vliegtuigen voor Frankrijk en voor export naar het Verenigd Koninkrijk en andere landen.
Van 1919 tot 1923 maakte hij ook nog de Blériot-motorfietsen.